# 博扎克
博扎克（法語：Beauzac，法語發音：[bozak]）是法国上卢瓦尔省的一个市镇，位于该省东北部，属于伊桑若区。

## 地理
博扎克（45°15'33"N, 4°5'55"E）面积36.33 平方千米，位于法国奥弗涅-罗讷-阿尔卑斯大区上盧瓦爾省，该省份为法国中南部省份，北起多姆山省和卢瓦尔省，西接康塔爾省，南至洛泽尔省，东临阿尔代什省。
与博扎克接壤的市镇（或旧市镇、城区）包括：巴斯昂巴塞、博村、卢瓦尔河畔莫尼斯特罗勒、勒图尔纳克、利尼翁河畔圣莫里斯、蒂朗日。

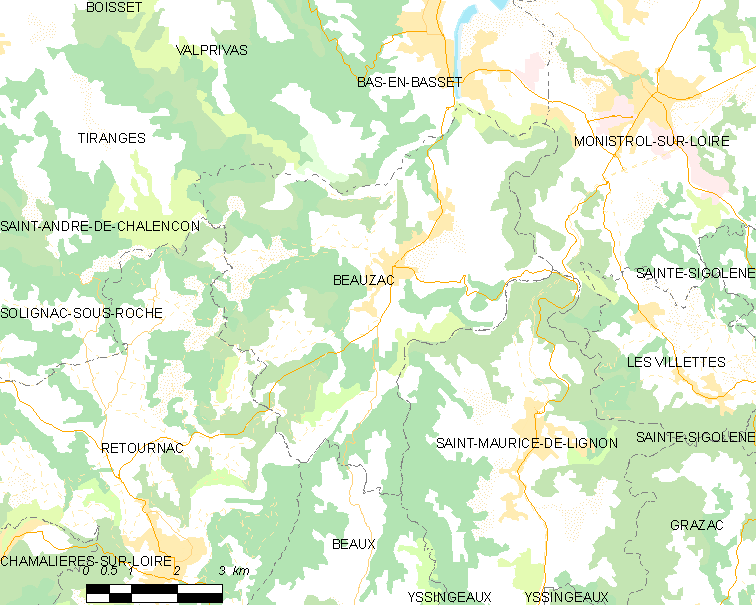
博扎克的OSM定位图

博扎克的时区为UTC+01:00、UTC+02:00（夏令时）。

## 行政
博扎克的邮政编码为43590，INSEE市镇编码为43025。

## 政治
博扎克所属的省级选区为巴斯昂巴塞县。

## 人口

1962-2008年间博扎克人口变化图示

博扎克于2022年1月1日时的人口数量为2964人。